# ساکوبیتریلات
ساکوبیتریلات (انگلیسی: Sacubitrilat) متابولیت فعال داروی ضد فشار خون ساکوبیتریل است که در درمان نارسایی قلبی به کار می‌رود.